# Peperomia dolabella
Peperomia dolabella är en pepparväxtart som beskrevs av W. Rauh & M. Kimnach. Peperomia dolabella ingår i släktet peperomior, och familjen pepparväxter. Inga underarter finns listade i Catalogue of Life.